# Brettus adonis
Brettus adonis là một loài nhện trong họ Salticidae.
Loài này thuộc chi Brettus. Brettus adonis được Eugène Simon miêu tả năm 1900.